# Gérard IV de Holstein-Plön
Gérard IV de Holstein-Plön. (né vers 1277 - † vers 1323) fut de 1312 à sa mort comte de Holstein-Plön.

## Biographie
Gérard ou en allemand Gerhard IV est le fils aîné du comte Gérard II de Holstein-Plön et de son épouse Ingeborge de Suède, fille du roi de Suède Valdemar et de Sophie de Danemark (fille d'Erik IV). En 1312 il succède à son père comme comte de Holstein-Plön. Le 7 juin 1314
il cède une partie importante de ses États à son demi-frère Jean III.

## Union et postérité
Gérard IV épouse le 30 juillet 1313 Anastasie de Schwerin (née vers 1291, † après 1316), une fille de Nicolas Ier de Schwerin, qui lui donne les enfants suivants :
- Gérard V
- Ingeburge de Holstein-Schaumbourg (* vers 1316; † après 1349), épouse du comte Conrad Ier d'Oldenbourg : ils sont les parents de Christian V d'Oldenbourg

## Sceau
Sur son sceau de Prévôt de Lübeck  on peut lire: S(IGILLUM)*GHERARDI*DEI*GRA(TIA)*P(RAE)POSIT(US)*LUBIC(E)N(SIS)/c'est-à-dire Sceau de Gerhard von Gottes Gnaden « Dompropst» (Prévôt)  de Lübeck.

## Sources
- (de) Cet article est partiellement ou en totalité issu de l’article de Wikipédia en allemand intitulé « Gerhard IV. (Holstein-Plön) » (voir la liste des auteurs).